# Tokutaro Ukon
Tokutaro Ukon (n. 23 septembrie 1913, Kobe, Japonia – d. 1944, Bougainville Island⁠(d), North Solomons⁠(d), Papua Noua Guinee) a fost un fotbalist japonez.

## Statistici
| Japonia | Japonia | Japonia |
| An      | Meciuri | Goluri  |
| ------- | ------- | ------- |
| 1934    | 2       | 0       |
| 1935    | 0       | 0       |
| 1936    | 2       | 1       |
| 1937    | 0       | 0       |
| 1938    | 0       | 0       |
| 1939    | 0       | 0       |
| 1940    | 1       | 0       |
| Total   | 5       | 1       |